# Cladotanytarsus pinnaticornis
Cladotanytarsus pinnaticornis är en tvåvingeart som beskrevs av Bilyj och Davies 1989. Cladotanytarsus pinnaticornis ingår i släktet Cladotanytarsus och familjen fjädermyggor.
Artens utbredningsområde är Ontario. Inga underarter finns listade i Catalogue of Life.